# Мартин Круз Смит
Мартин Круз Смит (на английски: Martin Cruz Smith) е американски сценарист и писател на произведения в жанра трилър, криминален роман и исторически роман. Пише и под множество псевдоними Мартин Смит (Martin Smith), Саймън Куин (Simon Quinn), Мартин Куин (Martin Quinn), Тед Айриш (Ted Irish), Д-р Емил Корнголд (Dr. Emile Korngold), Сол Роман (Sol Roman), Джейк Логан (Jake Logan), и под съвместния псевдоним с други автори Ник Картър (на английски: Nick Carter).

## Биография и творчество
Мартин Круз Смит, с рождено име Мартин Уилям Смит, е роден на 3 ноември 1942 г. в Рединг, Пенсилвания, САЩ, в семейството на Джон Калхун Смит, джаз музикант, и Луиз Лопес, американска индианка от произход пуебло, джаз певица, учителка, борец за правата на индианците и Мис Ню Мексико през 1939 г. Учи в Джърмантаут Академи във Форт Вашингтон, Пенсилвания. Следва в Пенсилванския университет във Филаделфия и получава бакалавърска степен по творческо писане през 1964 г. В периода 1965 – 1969 г. работи като спортен журналист към Асошиейтед прес в Пенсилвания и като редактор в списание за мъже в Ню Йорк, след което се посвещава на писателската си кариера.
Първият му роман „Индианците печелят“ е издаден през 1970 г. и е алтернативна история на битката при Литъл Бигхорн и създаване на индианска държава. През 1971 г. е издаден романът му „Циганин в кехлибар“, а през 1972 г. „Песен за циганин“, чийто герой е Роман Грей, цигански търговец на произведения на изкуството в Ню Йорк. Вторият роман е номиниран за наградата „Едгар“.
През 1977 г. е издаден романът му „Нощно крило“. В историята млад индианец е призован обратно в своя резерват, за да разследва смъртта на стар индианец от племето Хопи, чието отмъщение от гроба може да освободи ужаса от опасна болест. През 1979 г. романът е екранизиран в едноименния филм с участието на Ник Манкузо и Дейвид Уорнър.
Става най-известен с поредицата си за руския следовател Аркадий Ренко. Първият роман „Паркът „Горки“ от нея е издаден през 1981 г. В историята следовател Аркадий Ренко разследва три трупа открити от милицията в московския парк „Горки“, двама мъже и жена, простреляни в сърцето и главата, на които липсват лицата и върховете на пръстите, което пречи на идентифицирането им. Разследването се проточва 8 години и се развива на два континента с участието на неговото КГБ, ЦРУ, ФБР и полицията в Ню Йорк. Романът става бестселър №1 в списъка на „Ню Йорк Таймс“ и получава наградата „Златен кинжал“ за най-добър криминален роман на годината от Асоциацията на криминалните писатели. През 1983 г. романът е екранизиран в едноименния филм с участието на Уилям Хърт, Лий Марвин и Брайън Денехи.
Мартин Круз Смит живее със семейството си в Сан Рафаел.

## Произведения

### Самостоятелни романи
- The Indians Won (1970)[1][2][4][5]
- The Analog Bullet (1972)
- Inca Death Squad (1972)
- The Devil's Dozen (1973)
- Code Name: Werewolf (1973)
- The Human Factor (1975)
- The Adventures of the Wilderness Family (1976)
- Nightwing (1977)
- Stallion Gate (1986)
- Rose (1996) – награда „Хамет“
- Tokyo Station (2002)
- The Girl From Venice (2016)

### Поредица „Роман Грей“ (Roman Grey)
1. Gypsy in Amber (1971)[1][4]
2. Canto for a Gypsy (1972)

### Поредица „Инквизитор“ (Inquisitor)
1. The Devil in Kansas (1974)[1][5]
2. The Last Time I Saw Hell (1974)
3. Nuplex Red (1974)
4. His Eminence, Death (1974)
5. The Midas Coffin (1975)
6. Last Rites for the Vulture (1975)

### Поредица „Аркадий Ренко“ (Arkady Renko)
1. Gorky Park (1981) – награда „Златен кинжал“[1][2][4]
Паркът „Горки“, изд. „Селекта“ (1999), прев. Тодор Кенов
2. Polar Star (1989)
3. Red Square (1992)
4. Havana Bay (1999) – награда „Хамет“
5. Wolves Eat Dogs (2004)
6. Stalin's Ghost (2007)
Призракът на Сталин, изд.: ИК „Прозорец“, София (2008), прев. Светлозар Николов
7. Three Stations (2010)
8. Tatiana (2013)
9. The Siberian Dilemma (2019)
10. Independence Square (2023)

### Екранизации
- 1975 The Art of Crime – тв филм, сценарий по романа "Gypsy in Amber"
- 1979 Nightwing – с Ник Манкузо и Дейвид Уорнър
- 1983 Паркът Горки, Gorky Park – с Уилям Хърт, Лий Марвин и Брайън Денехи